# Arabisso
Arabisso (em latim: Arabissus) é uma sé titular católica. Historicamente, uma diocese da Armênia, sufragânea de Melitene. Ela corresponde a atual Afşin, antiga Yarpuz, na Província de Kahramanmaraş, Turquia.
Sua lista episcopal é conhecida entre 381 e 692.